# نخستین جنگ داخلی لیبریا
جنگ داخلی اول لیبریا یک درگیری داخلی در لیبریا از سال ۱۹۸۹ تا ۱۹۹۷ بود. این درگیری حدود ۲۰۰٬۰۰۰ نفر کشته برجای گذاشت و در نهایت به مشارکت جامعه اقتصادی کشورهای غرب آفریقا (ECOWAS) و سازمان ملل متحد منجر شد. این صلح، دوام زیادی نیاورد و در سال ۱۹۹۹ جنگ داخلی دوم لیبریا آغاز شد.
ساموئل دو، شورشی را رهبری کرده بود که دولت منتخب را در سال ۱۹۸۰ سرنگون کرد و در سال ۱۹۸۵ انتخاباتی برگزار کرد که به‌طور گسترده تقلبی تلقی می‌شد. در دسامبر ۱۹۸۹، چارلز تیلور، وزیر دولت پیشین، از ساحل عاج به لیبریا نقل‌مکان کرد تا شورشی را برای سرنگونی دولت دو آغاز کند.
نیروهای تیلور، در سال ۱۹۹۰، شهر جانسون پایتخت مونروویا را تصرف کرده و ساموئل دو را به طرز وحشیانه‌ای اعدام کردند.
مذاکرات صلح و دخالت دولت‌های خارجی منجر به برقرار بک آتش‌بس در سال ۱۹۹۵ شد که سال بعد و پیش از توافق نهایی صلح و برگزاری انتخابات ملی جدید در سال ۱۹۹۷ شکسته شد. تیلور در ژوئیه ۱۹۹۷ به عنوان رئیس‌جمهور لیبریا انتخاب شد.

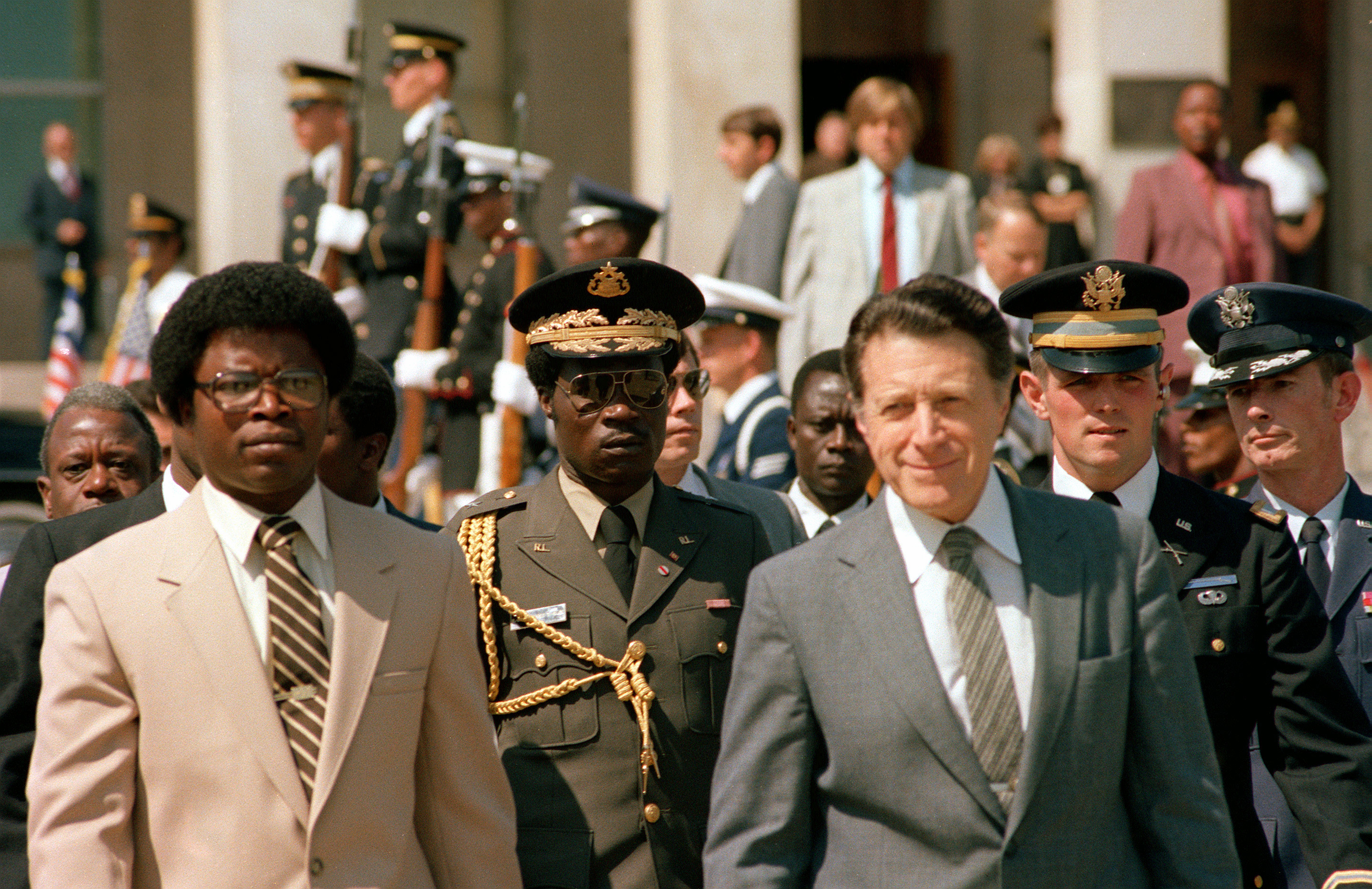
ساموئل دو به همراه وزیر دفاع وقت ایالات متحده، کاسپار واینبرگر در خارج از پنتاگون در سال ۱۹۸۲.

## تبعات

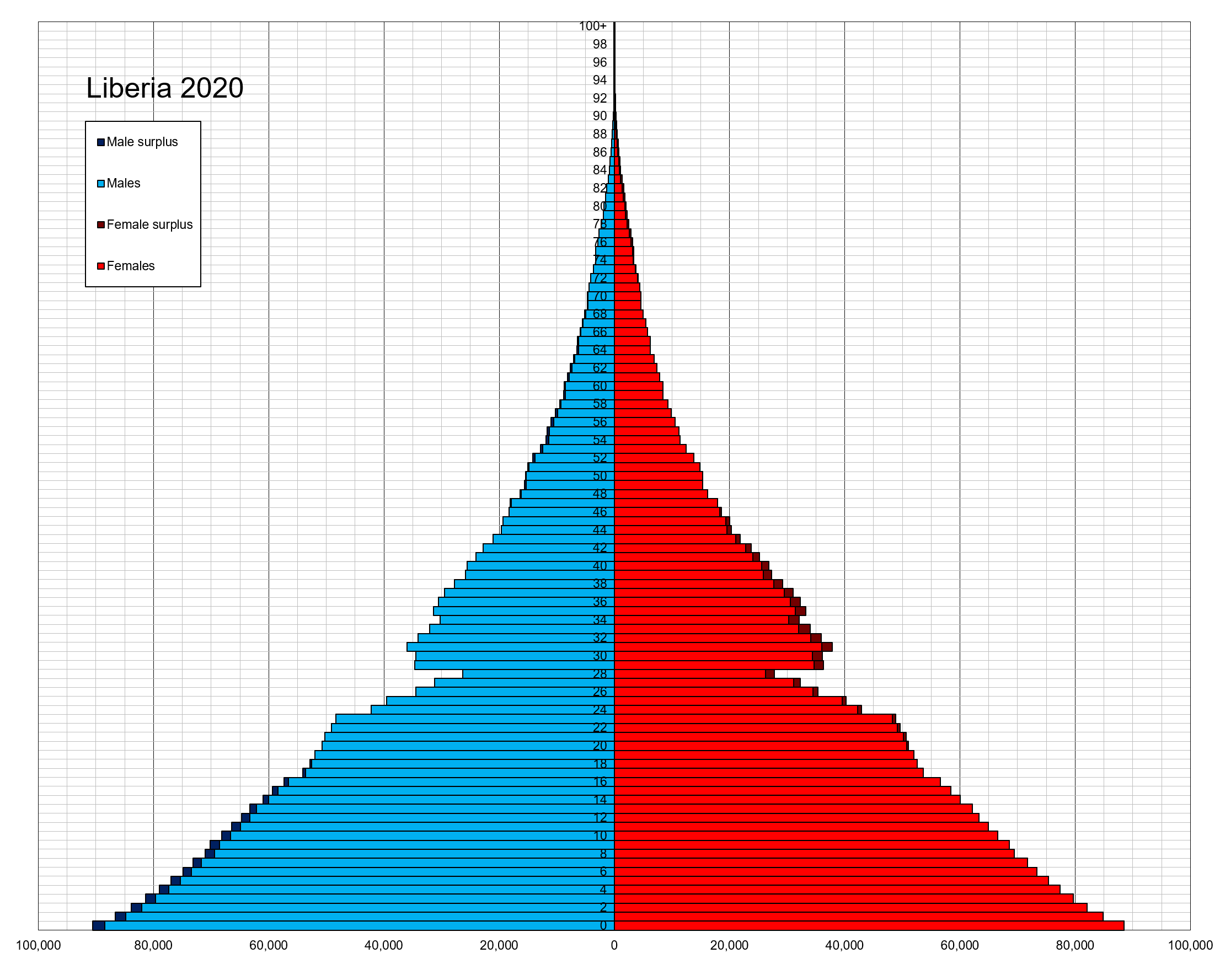
منجنی شدت درگیری ها در تاریخ مختلف جنگ داخلی اول لیبریا

در سال ۱۹۹۷، لیبریایی‌ها به تیلور رای داده بودند به این امید که او به جنگ و خونریزی‌ها پایان دهد. خونریزی‌ها به میزان قابل‌توجهی کاهش یافت، اما به پایان نرسید. پس از پایان احتمالی جنگ، رویدادهای خشونت‌آمیز به‌طور مرتب شعله‌ور می‌شدند. تیلور، علاوه بر این، متهم به حمایت از چریک‌ها در کشورهای همسایه و استفاده از پول به‌دست آمده از فروش الماس برای خرید تسلیحات برای ارتش‌های شورشی و تجملات، برای خود بود. ناآرامی‌های ضمنی که در اواخر دهه ۱۹۹۰ آغاز شد، از تبعات از سقوط شدید اقتصاد ملی و فروش متداول الماس و الوار در ازای اسلحه‌های کوچک بود.
پس از پیروزی تیلور، لیبریا به اندازه کافی در صلح بود که پناهندگان شروع به بازگشت کردند. اما رهبران سایر گروه‌ها مجبور به ترک کشور شدند. گروه LURD با هدف بی‌ثبات کردن دولت و به‌دست آوردن کنترل معادن الماس، جنگی را در شهرستان لوفا آغاز کرد که در نهایت، منجر به جنگ داخلی دوم لیبریا شد.